# Stazione di Azuchi
La stazione di Azuchi (安土駅?, Azuchi-eki) è una stazione ferroviaria di Ōmihachiman, nella prefettura di Shiga. Si trova sulla Linea Biwako, sezione della linea principale Tōkaidō.

## Binari
| 1   | ■ Linea principale Tōkaidō (Linea Biwako) | Maibara, Nagahama, Ōgaki |
| 2-3 | ■ Linea principale Tōkaidō (Linea Biwako) | Kusatsu, Kyōto, Ōsaka    |

## Stazioni adiacenti
| «                                          | Servizio                                   | »                                          |
| Linea principale Tōkaidō (Linea JR Biwako) | Linea principale Tōkaidō (Linea JR Biwako) | Linea principale Tōkaidō (Linea JR Biwako) |
| ------------------------------------------ | ------------------------------------------ | ------------------------------------------ |
| Notogawa                                   | Locale                                     | Ōmi-Hachiman                               |

## Intorno alla stazione
- Statua di Oda Nobunaga (織田信長像?) (davanti alla stazione)
- Castello di Azuchi (安土城?) (20 minuti a piedi)
- Villaggio della cultura e dell'arte (Bungei no kyō (文芸の郷?), 25 minuti a piedi[2]) 
  - Museo Archeologia del castello di Azuchi (滋賀県立安土城考古博物館?), (25 minuti a piedi[3])
  - Sale di Nobunaga (安土城天主信長の館?), (25 minuti a piedi[4])
  - Seminario culturale (文芸セミナリヨ?)
  - Azuchi Mariete (あづちマリエート?)
- Castello di Kannonji (観音寺城?)

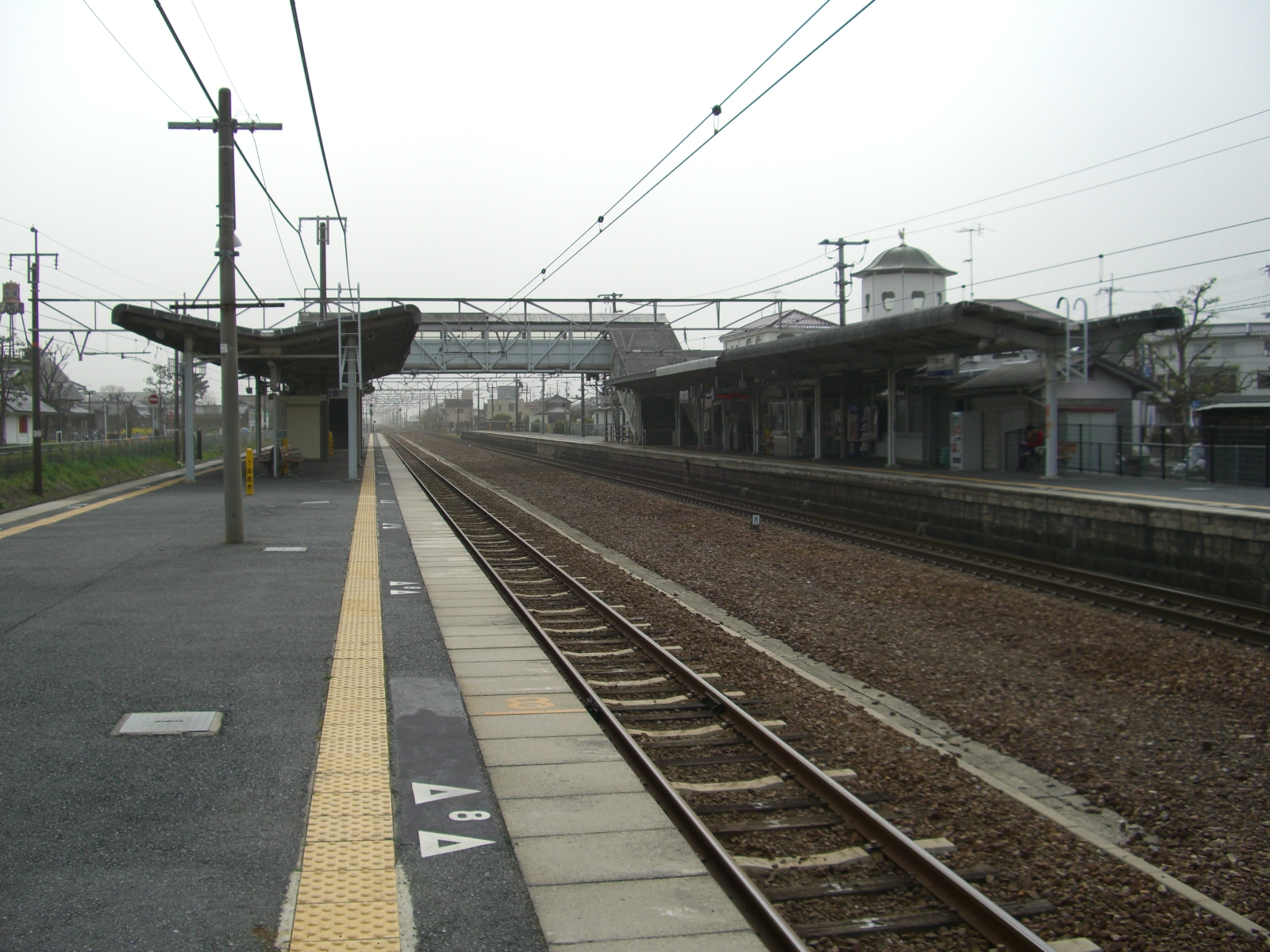
Linea 2